# Championnat national de tennis des États-Unis 1915
Pour un article plus général, voir US Open de tennis.
Résultats détaillés de l’édition 1915 du championnat de tennis US National qui est disputée du 7 au 12 juin 1915.

## Faits marquants
Le tournoi simple messieurs se joue pour la première fois à Forest Hills, New York.

## Palmarès
| Tableau          | Vainqueurs                     | Vainqueurs | Score               | Finalistes                         | Finalistes         |
| ---------------- | ------------------------------ | ---------- | ------------------- | ---------------------------------- | ------------------ |
| Simple dames     | M. Bjurstedt Mallory           | Norvège    | 4-6, 6-2, 6-0       | Hazel Hotchkiss                    | États-Unis         |
| Simple messieurs | Bill Johnston                  | États-Unis | 1-6, 6-0, 7-5, 10-8 | Maurice McLoughlin                 | États-Unis         |
| Double dames     | Hazel Hotchkiss Eleonora Sears | États-Unis | 10-8, 6-2           | Helen Homans Augusta Bradley       | États-Unis         |
| Double messieurs | Bill Johnston Clarence Griffin | États-Unis | 2-6 6-3 6-4 3-6 6-3 | Maurice McLoughlin Tom Bundy       | États-Unis         |
| Double mixte     | Hazel Hotchkiss Harry Johnson  | États-Unis | 6-0, 6-1            | M. Bjurstedt Mallory Irving Wright | Norvège États-Unis |

## Simple dames
|  |                 |  |   |   |   |
|  | Finale          |  |   |   |   |
|  |                 |  |   |   |   |
|  |                 |  |   |   |   |
|  | Molla Bjurstedt |  | 4 | 6 | 6 |
|  | Molla Bjurstedt |  | 4 | 6 | 6 |
|  | Hazel Hotchkiss |  | 6 | 2 | 0 |

## Double dames
|  |                                |  |    |   |  |
|  | Finale                         |  |    |   |  |
|  |                                |  |    |   |  |
|  |                                |  |    |   |  |
|  | Hazel Hotchkiss Eleonora Sears |  | 10 | 6 |  |
|  | Hazel Hotchkiss Eleonora Sears |  | 10 | 6 |  |
|  | Helen Homans Augusta Bradley   |  | 8  | 2 |  |

## Double mixte
|  |                               |  |   |   |  |
|  | Finale                        |  |   |   |  |
|  |                               |  |   |   |  |
|  |                               |  |   |   |  |
|  | Hazel Hotchkiss Harry Johnson |  | 6 | 6 |  |
|  | Hazel Hotchkiss Harry Johnson |  | 6 | 6 |  |
|  | Molla Bjurstedt Irving Wright |  | 0 | 1 |  |